# ターゲット (FLOWER FLOWERのアルバム)
『ターゲット』は、日本のバンド・FLOWER FLOWERの3枚目のスタジオ・アルバム。2020年3月25日にソニー・ミュージックレーベルズの内部レーベルであるソニー・ミュージックレコーズから発売。

## 解説
前作『スポットライト』から2年ぶりに発売されたフルアルバム。
初回生産限定盤と通常盤の2種類がリリースされ、初回生産限定盤にはライブ映像等が収録されたBlu-rayが付属する。

## 収録曲
全曲、作詞：yui／作曲・編曲：FLOWER FLOWER（特記以外）
1. 蜜 (:)
2. 夢
3. Sunday
4. 人魚
5. 熱いアイツ feat.ミゾベリョウ（odol）
6. 愛のうた
7. 浄化
8. 砂浜
9. ベン
10. 旅の途中
11. ふたり feat.ミゾベリョウ（odol）
12. 朝

### Blu-ray（初回生産限定盤のみ）
インコのhave a nice dayツアー2019 Live on 10.20 Zepp DiverCity
1. 月
2. 時計
3. 素晴らしい世界
4. とうめいなうた
5. 席を立つ
6. 命
7. コーヒー
8. 灯火
9. 秋
10. 炎
11. 蜜
12. 神様
13. Rolling star
14. パワフル
15. 踊り
16. バイバイ
17. スタートライン
18. ひかり